# Coppa del Mondo di skeleton 2023
La Coppa del Mondo di skeleton 2023, ufficialmente denominata BMW IBSF Skeleton World Cup 2022/23, è stata la trentanovesima edizione del massimo circuito mondiale dello skeleton, competizione organizzata annualmente dalla Federazione Internazionale di Bob e Skeleton; è iniziata il 24 novembre 2022 a Whistler in Canada, e si è conclusa il 17 febbraio 2023 a Sigulda in Lettonia, svolgendosi come di consueto in parallelo alla Coppa del Mondo di bob.
Erano in programma sedici gare, otto per le donne e altrettante per gli uomini, distribuite in otto tappe da tenersi in sette differenti località, tre nordamericane e quattro europee.
Dal 26 al 29 gennaio si sono tenuti i campionati mondiali di Sankt Moritz in Svizzera, competizione non valida ai fini della coppa del mondo. La tappa di Altenberg del 20 gennaio ha inoltre assegnato i titoli europei 2023.
Vincitori delle coppe di cristallo generali, trofei conferiti ai primi classificati nel circuito, sono stati la tedesca Tina Hermann nel singolo femminile, al suo secondo successo nel massimo circuito mondiale, la quale ha preceduto in classifica la neerlandese Kimberley Bos, vincitrice del trofeo nel 2021/22, e la canadese Mirela Rahneva; ad aggiudicarsi la coppa nel singolo maschile è stato invece il tedesco Christopher Grotheer, al primo successo della sua carriera, precedendo i britannici Matt Weston e Marcus Wyatt.

## Calendario
| 1           | Whistler     | Whistler Sliding Centre                | 24 novembre 2022   | ●        | ●        |          |          |
| 2           | Park City    | pista dello Utah Olympic Park          | 1º dicembre 2022   | ●        | ●        |          |          |
| 3           | Lake Placid  | Mt. Van Hoevenberg Olympic Bobsled Run | 16 dicembre 2022   | ●        | ●        |          |          |
| 4           | Winterberg   | Eisarena Winterberg                    | 6 gennaio 2023     | ●        | ●        |          |          |
| 5           | Altenberg    | SachsenEnergie-Eiskanal                | 13 gennaio 2023    | ●        | ●        |          |          |
| 6           | Altenberg    | SachsenEnergie-Eiskanal                | 20 gennaio 2023    | ●        | ●        |          |          |
| -           | Sankt Moritz | Olympia Bobrun St. Moritz-Celerina     | 26–29 gennaio 2023 | Mondiali | Mondiali | Mondiali | Mondiali |
| 7           | Innsbruck    | Olympia Eiskanal Innsbruck-Igls        | 10 febbraio 2023   | ●        | ●        |          |          |
| 8           | Sigulda      | pista di Sigulda                       | 17 febbraio 2023   | ●        | ●        |          |          |
| Totale gare | Totale gare  | Totale gare                            | Totale gare        | 8        | 8        |          |          |

|  | Tappa valida anche per il campionato europeo |

## Risultati

### Donne
| Data             | Località    | Prime classificate        | Seconde classificate                                     | Terze classificate        |
| ---------------- | ----------- | ------------------------- | -------------------------------------------------------- | ------------------------- |
| 24 novembre 2022 | Whistler    | Hannah Neise Germania     | Hallie Clarke Stati Uniti e Brogan Crowley Gran Bretagna | non assegnato             |
| 1º dicembre 2022 | Park City   | Mirela Rahneva Canada     | Tina Hermann Germania                                    | Laura Deas Gran Bretagna  |
| 16 dicembre 2022 | Lake Placid | Tina Hermann Germania     | Susanne Kreher Germania                                  | Kelly Curtis Stati Uniti  |
| 6 gennaio 2023   | Winterberg  | Kimberley Bos Paesi Bassi | Mirela Rahneva Canada                                    | Hannah Neise Germania     |
| 13 gennaio 2023  | Altenberg   | Tina Hermann Germania     | Susanne Kreher Germania                                  | Kimberley Bos Paesi Bassi |
| 20 gennaio 2023  | Altenberg   | Tina Hermann Germania     | Janine Flock Austria                                     | Susanne Kreher Germania   |
| 10 febbraio 2023 | Innsbruck   | Kimberley Bos Paesi Bassi | Hallie Clarke Stati Uniti                                | Kim Meylemans Belgio      |
| 17 febbraio 2023 | Sigulda     | Tina Hermann Germania     | Laura Deas Gran Bretagna                                 | Kim Meylemans Belgio      |

### Uomini
| Data             | Località    | Primi classificati            | Secondi classificati          | Terzi classificati            |
| ---------------- | ----------- | ----------------------------- | ----------------------------- | ----------------------------- |
| 24 novembre 2022 | Whistler    | Marcus Wyatt Gran Bretagna    | Jung Seung-gi Corea del Sud   | Matt Weston Gran Bretagna     |
| 1º dicembre 2022 | Park City   | Christopher Grotheer Germania | Jung Seung-gi Corea del Sud   | Marcus Wyatt Gran Bretagna    |
| 16 dicembre 2022 | Lake Placid | Matt Weston Gran Bretagna     | Christopher Grotheer Germania | Jung Seung-gi Corea del Sud   |
| 6 gennaio 2023   | Winterberg  | Christopher Grotheer Germania | Axel Jungk Germania           | Matt Weston Gran Bretagna     |
| 13 gennaio 2023  | Altenberg   | Matt Weston Gran Bretagna     | Christopher Grotheer Germania | Axel Jungk Germania           |
| 20 gennaio 2023  | Altenberg   | Matt Weston Gran Bretagna     | Christopher Grotheer Germania | Axel Jungk Germania           |
| 10 febbraio 2023 | Innsbruck   | Matt Weston Gran Bretagna     | Jung Seung-gi Corea del Sud   | Chen Wenhao Cina              |
| 17 febbraio 2023 | Sigulda     | Matt Weston Gran Bretagna     | Marcus Wyatt Gran Bretagna    | Christopher Grotheer Germania |

## Classifiche

### Sistema di punteggio
| Piazzamento | 1   | 2   | 3   | 4   | 5   | 6   | 7   | 8   | 9   | 10  | 11  | 12  | 13  | 14  | 15  | 16 | 17 | 18 | 19 | 20 | 21 | 22 | 23 | 24 | 25 | 26 | 27 | 28 | 29 | 30 |
| Punti       | 225 | 210 | 200 | 192 | 184 | 176 | 168 | 160 | 152 | 144 | 136 | 128 | 120 | 112 | 104 | 96 | 88 | 80 | 74 | 68 | 62 | 56 | 50 | 45 | 40 | 36 | 32 | 28 | 24 | 20 |

In caso di parità di punteggio prevale chi ha ottenuto il miglior piazzamento nell'ultima gara disputata.

### Singolo donne
| Pos. | Pilota          | Nazione       | WHI | PKC | LAK | WIN | ALT-1 | ALT-2 | INN | SIG | Punti |
| ---- | --------------- | ------------- | --- | --- | --- | --- | ----- | ----- | --- | --- | ----- |
| 1    | Tina Hermann    | Germania      | 6   | 2   | 1   | 4   | 1     | 1     | 10  | 1   | 1622  |
| 2    | Kimberley Bos   | Paesi Bassi   | 5   | 7   | 5   | 1   | 3     | 5     | 1   | 4   | 1562  |
| 3    | Mirela Rahneva  | Canada        | 7   | 1   | 8   | 2   | 4     | 4     | 4   | 6   | 1515  |
| 4    | Susanne Kreher  | Germania      | 10  | 4   | 2   | 6   | 2     | 3     | 7   | 5   | 1484  |
| 5    | Hannah Neise    | Germania      | 1   | 6   | 6   | 3   | –     | 10    | 11  | 7   | 1225  |
| 6    | Kelly Curtis    | Stati Uniti   | 11  | 5   | 3   | 11  | 9     | 7     | 13  | 17  | 1184  |
| 7    | Anna Fernstaedt | Rep. Ceca     | 4   | 11  | 10  | 15  | 7     | 9     | 17  | 10  | 1128  |
| 8    | Jane Channell   | Canada        | 8   | 19  | 13  | 10  | 11    | 6     | 14  | 9   | 1074  |
| 9    | Laura Deas      | Gran Bretagna | 12  | 3   | 11  | –   | 5     | DNF   | 6   | 2   | 1034  |
| 10   | Brogan Crowley  | Gran Bretagna | 2   | 13  | 9   | –   | 16    | 8     | 12  | 8   | 1026  |

### Singolo uomini
| Pos. | Pilota               | Nazione       | WHI | PKC | LAK | WIN | ALT-1 | ALT-2 | INN | SIG | Punti |
| ---- | -------------------- | ------------- | --- | --- | --- | --- | ----- | ----- | --- | --- | ----- |
| 1    | Christopher Grotheer | Germania      | 5   | 1   | 2   | 1   | 2     | 2     | 4   | 3   | 1656  |
| 2    | Matt Weston          | Gran Bretagna | 3   | 18  | 1   | 3   | 1     | 1     | 1   | 1   | 1605  |
| 3    | Marcus Wyatt         | Gran Bretagna | 1   | 3   | 4   | 4   | 6     | 5     | 9   | 2   | 1531  |
| 4    | Jung Seung-gi        | Corea del Sud | 2   | 2   | 3   | 13  | 4     | 7     | 2   | 7   | 1478  |
| 5    | Axel Jungk           | Germania      | 4   | 7   | 5   | 2   | 3     | 3     | 7   | 10  | 1466  |
| 6    | Kim Ji-soo           | Corea del Sud | 11  | 5   | 7   | 5   | 7     | 11    | 6   | 8   | 1312  |
| 7    | Felix Keisinger      | Germania      | 7   | 4   | 8   | 7   | 8     | 14    | 8   | 5   | 1304  |
| 8    | Austin Florian       | Stati Uniti   | 9   | 6   | 6   | 9   | 11    | 4     | 13  | 16  | 1200  |
| 9    | Chen Wenhao          | Cina          | –   | 9   | 10  | 11  | 5     | 6     | 3   | 9   | 1144  |
| 10   | Yin Zheng            | Cina          | –   | 10  | 9   | 12  | 10    | 8     | 5   | 6   | 1088  |